# كونيو ناكاجاوا
العقيد كونيو ناكاجاوا (باليابانيَّة: 中川 州男 وتُقرأ ناكاجاوا كونيو، على عادة اليابانيّين في البدء باسم العائلة، لا بالاسم الشّخصي، وُلد في 23 كانون الثاني 1898- انتحر في 24 تشرين الثّاني عام 1944) كان قائد القوّات اليابانيَّة التي استبسلت في الدِّفاع عن جزيرة بيليليو خلال معركة بيليليو المشهورة التي وقعت بين 15 أيلول عام 1944 واستمرّت حتّى 27 تشرين الثاني من نفس العام، كبَّد قوّات المارينز خلال هذه المعركة خسائر فادحة، واستطاع الصّمود مع قوّاته أمام القوّات الأمريكيَّة لمدّة ثلاثة أشهر. في مساء 24 من تشرين الثّاني عام 1944، بعد أن خسر المعركة أمام القوات الأمريكية أقدم على الانتحار بالطريقة اليابانية التقليدية لمحاربي الساموراي المعروفة بالسيبوكو. تمّت ترقيته إلى رُتبة فريق بعد موته.

## سيرته
وُلد ناكاجاوا في محافظة كوماموتو، وكان الابن الثّالث لأب يعمل ناظر مدرسة ابتدائيَّة. تخرّج في الدُّفعَة 30 من الأكاديميَّة الإمبراطوريَّة للجيش الياباني عام 1918 وعُيِّن ملازمًا ثانيًا في الفوج الثاني من سلاح المشاة للجيش الياباني الإمبراطوري.